# 宮城野陸橋
宮城野陸橋（みやぎのりっきょう）は、宮城県仙台市宮城野区宮城野にある宮城県道137号荒浜原町線（新寺通）の道路橋梁である。正式名称は薬師堂橋。北には貨物専用の仙台貨物ターミナル駅があり、この橋はその貨物線との立体交差のためにある。南方に陸奥国分寺薬師堂がある。

## 概要
仙台市中心部と塩釜・仙台港方面を結ぶ重要なルート（国道45号の裏道）にある。JR東北本線の貨物線（宮城野貨物線）宮城野駅（現在の仙台貨物ターミナル駅）設置に際し、これと立体交差するため1959年（昭和34年）に着工した。長さ24メートル、幅9メートル。
当橋部分のみ3車線だったためリバーシブルレーン規制を2005年（平成17年）まで実施していた（12時間毎に中央線を移動。0時 - 正午までは東行きを、正午 - 24時までは西行きをそれぞれ1車線増）。以前はどちらか一方が常に片側1車線となることと、下り坂から上り坂に変わる「サグ」部であることが重なって渋滞は常時激しかった（ラジオの道路情報では常に当橋が主要渋滞ポイントに挙げられる状態）。
この問題解決策として片側2車線拡幅と新橋への架け替えが進められ、2006年（平成18年）に完成。リバーシブルレーン規制は廃止された。